# Eronia cleodora
Eronia cleodora es una especie de mariposa perteneciente a la familia Pieridae. Se encuentra solo en el continente de África.

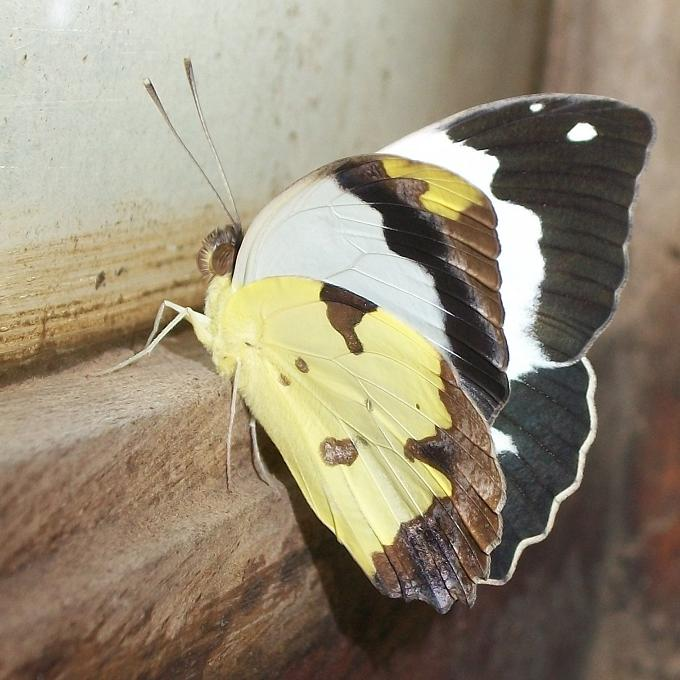
Side view of captive raised individual

Tiene una amplitud de alas de 45–60 mm para los machos y 50–62 mm las hembras. Los adultos se encuentran en vuelos en las áreas calurosas en primavera y verano tardío.
Las larvas se alimentan de Capparis fascicularis.

## Subespecies
- Eronia cleodora cleodora (southern and eastern Africa)
- Eronia cleodora dilatata Butler, 1888 (coast of Kenya and Tanzania)

## Sinonimia
- Eronia erxia Hewitson, 1867
- Eronia cleodora f. semipunctata Le Doux, 1923
- Eronia cleodora f. punctata Le Doux, 1923
- Eronia cleodora f. erxia ab. unipuncta Dufrane, 1947
- Eronia dilatata Butler, 1888
- Eronia cleodora var. latimarginata Weymer, 1892
- Eronia cleodora f. dorothea Stoneham, 1957